# Servus (Zeitschrift)
Servus (Untertitel: in Stadt & Land) ist eine deutschsprachige Lebensstil- und Heimatzeitschrift für den süddeutsch-österreichischen Kulturraum. Das Magazin wird wie auch der Fernsehsender ServusTV von der Red Bull Media House GmbH produziert.
Es erscheinen monatlich inhaltlich unterschiedliche Ausgaben für Österreich, Bayern sowie eine Ausgabe für Gesamt-Deutschland.
Daneben erscheinen in Österreich unter der Dachmarke Servus die Kochzeitschrift Servus Gute Küche, Servus Unser Garten, das Kindermagazin Servus Kinder sowie die E-Commerce-Plattform Servus am Marktplatz.

## Konzept
Die Zeitschrift behandelt Themen rund um die Gebiete Natur und Garten, Küche, Wohnen und Geschichten aus der Heimat (Handwerk, Brauchtum etc.), alles vorwiegend auf das Erscheinungsgebiet der jeweiligen Ausgabe bezogen. So wird beispielsweise in der Rubrik Natur & Garten eine schwäbische Bauersfrau bzw. ihr Bauerngarten vorgestellt, in der Rubrik Kochen ausschließlich lokale Speisen präsentiert.
Angesprochen werden nach Verlagsangaben vor allem einkommensstarke Frauen mittleren Alters, die „die Erfüllung der Sehnsucht nach den eigenen Wurzeln“ suchen. Die Zielgruppe ist damit ähnlich der von Landlust.
Die Redaktion ist mehrheitlich nicht für die Texte verantwortlich, sondern greift auf eine Vielzahl von freien Autoren zurück.
Seit Februar 2025 präsentiert sich die Zeitschrift, vor allem auf dem Cover, in einem veränderten Erscheinungsbild, auch inhaltlich wolle man „Natürlichkeit, Beständigkeit, Echtheit und Regionalität“ noch stärker in den Vordergrund rücken. Damit sollen gezielt auch jüngere Menschen angesprochen werden. Zusätzlich werden die „Servus“-Themenhefte um neue Angebote wie Servus Ausflug und Servus Weihnachten ergänzt.

## Ausgaben

### Österreich
Die österreichische Ausgabe existiert seit 2010. Der Sitz der österreichischen Redaktion, gleichzeitig Hauptsitz des Magazins, befindet sich in der Wiener Zentrale der Red Bull Media House GmbH. Von hier wird auch die Produktion und der Vertrieb der deutschen Ausgabe koordiniert.

### Deutschland
Ein Jahr nach dem Start der österreichischen Ausgabe beschlossen die Anbieter, auch eine bayrische Ausgabe auf den Markt zu bringen, man erhoffte sich ähnlich hohe Auflagen wie in Österreich.
Die deutsche Ausgabe wird von München aus betreut, hier ist der Sitz der deutschen Redaktion. Diese Zeitschrift unterscheidet sich in großen Teilen von der österreichischen Version. In der deutschen Ausgabe werden – neben den regional unabhängigen Berichten (z. B. Pflanzen, Garten) – in mehreren Artikeln regionale Besonderheiten jeglicher Art vorgestellt. Bis 2015 gab es getrennte Ausgaben für Bayern und Baden-Württemberg, die sich hinsichtlich einiger regionaler Berichte unterschieden; seit 2016 sind die beiden Ausgaben hinsichtlich der Berichterstattung nahezu deckungsgleich und wiesen nur noch auf dem Titelblatt (meist geringfügige) Unterschiede auf. Seit Frühjahr 2017 sind auch die Titelblätter praktisch identisch (Unterschied: Untertitel in Baden-Württemberg: Servus in Stadt & Land, in Bayern: Servus in Bayern). Einzelne Reportagen behandeln mittlerweile auch Themen aus nördlicheren Bundesländern.

## Auflagenstatistik
Die österreichische Ausgabe weist mit einer verbreiteten Auflage von 143.526 Exemplaren im zweiten Halbjahr 2016 eine prozentual viel größere Verbreitung auf als die deutsche Ausgabe mit 63.588 Exemplaren (2. Quartal 2017). In Österreich ist Servus momentan (Stand 2017) das meistgelesene Monatsmagazin.

## Servus Gute KücheundServus Kinder
Seit 2011 existiert in Österreich außerdem der halbjährlich erscheinende Ableger Servus Gute Küche, der als Kochzeitschrift die Küchenrubrik von Servus in Stadt & Land vertieft behandeln soll, auch hier liegt der Fokus auf Regionalität. Servus Kinder, das sechsmal jährlich in einer Gesamtauflage von 45.000 Exemplaren (Verlagsangabe) erscheint, soll kindgerechte Inhalte präsentieren. Servus Gute Küche weist eine verkaufte Auflage von 38.108 und eine verbreitete Auflage von 39.604 Exemplaren auf (Stand 2. HJ/2017).

## Servus am Marktplatz
2013 startete das Red Bull Media House unter Servus am Marktplatz einen Online-Shop für traditionelles Handwerk aus dem Alpen-Donau-Raum. Dabei stehen nicht nur die Produkte im Vordergrund, sondern auch deren Entstehungsgeschichte und Hersteller.